# Яскаксу
Яскаксу́ — горная река (сай) в Согдийской области Таджикистана, наиболее крупный левый приток Бюрагансая.

## Общее описание
Длина Яскаксу равна 20 км, площадь бассейна — 130 км². Питание реки снеговое. Период половодья продолжается с апреля по август. Среднегодовой расход воды, измеренный в устье, составляет 0,12 м³/с. В низовьях вода забирается на орошение посевов близ посёлка Шахристан.

## Течение реки
Яскаксу берёт начало на северном склоне Туркестанского хребта, в урочище Осмонджяйляу у границы Таджикистана с Узбекистаном (часть стока в верховьях поступает с узбекистанской территории), на высоте 2500 м. Общее направление течения — восточное, на отдельных участках река имеет уклон к северу (местами значительный) или к югу. В верховьях протекает по арчовым лесам.
На берегах Яскаксу стоят селения Яскак, Куликутан и Джаркутан. На границе последнего впадает в реку Шахристансай (название Бюрагансая в среднем течении). Близ устья расположена кумысолечебница.

## Притоки Яскаксу
В верховьях Яскаксу принимает, в основном, сезонные притоки. На территории населённого пункта Яскак в реку впадает наиболее крупный левый приток — Кургантепа (39°45′25″ с. ш. 68°43′48″ в. д.), в населённом пункте Куликутан — крупнейший правый приток Куликутансай (39°45′27″ с. ш. 68°44′01″ в. д.).